# Jon Schofield
Jon Schofield (Petersfield, 10 maggio 1985) è un canoista britannico vincitore di una medaglia di bronzo a Londra 2012 e d'argento a Londra 2012 nel K2 200m, sempre in coppia con Liam Heath.

## Palmarès
- Olimpiadi

Londra 2012: bronzo nel K2 200m.
Rio de Janeiro 2016: argento nel K2 200m.
- Mondiali

Poznań 2010: argento nel K1 4x200m e bronzo nel K2 200m.
Szeged 2011: argento nel K2 200m.
Duisburg 2013: argento nel K2 200m.
Mosca 2014: bronzo nel K1 4x200m.
- Europei

Trasona 2010: oro nel K2 200m.
Belgrado 2011: oro nel K2 200m.
Zagabria 2012: oro nel K2 200m.